# Сејдуба Сума
Сејдуба Сума (фр. Seydouba Soumah; Конакри, Гвинеја, 11. јун 1991) је гвинејски фудбалер. Игра на позицији офанзивног везног.

## Клупска каријера
Каријеру је започео у Јужној Африци, у Ајакс Кејптауну. Клуб га је слао на позајмице у Икапу Спортинг, Кејптаун и у Универзитет у Преторији. У фебруару 2012. године, Сума долази у Европу и потписује за Њитру. У првој полусезони у Првенству Словачке, Сума је одиграо 13 утакмица и постигао 2 гола. У наредној сезони, Сума постаје главни играч у својој екипи и један од најбољих играча лиге. Он је на 9 утакмица постигао 4 гола и уписао 2 асистенције. Због неспортског потеза на утакмици 10. кола Словачке лиге, Сума је суспендован на шест месеци.
У децембру 2012. Сума потписује за Слован из Братиславе. У првој полусезони у Словану, Сума је освојио дуплу круну. У августу 2014. Слован улази у групну фазу Лиге Европе. Сума је дебитовао у 2. колу против Наполија,, а у 5. колу постигао гол против Јанг Бојса.
У јулу 2015. Слован шаље Суму на позајмицу у Кацију из Кувајта. Са овим клубом је освојио титулу. У јулу 2016. Сума се враћа у Слован и у сезони 2016/17. постиже 23 (20 у лиги и 3 у купу) гола уз 4 асистенције на 38 сусрета. На крају сезоне сврстан је у најбољи тим Првенства Словачке.
У јулу 2017. је потписао за Партизан који је за њега платио 1,65 милиона евра и па је тако Сума постао најскупљи фудбалер у историји клуба. Званична промоција одржана је 20. јула на стадиону у Хумској и то пред навијачима што је био први такав случај у српском фудбалу. Том приликом је Сума задужио дрес са бројем 20 који ће носити током свог боравка у Партизану. Дана 22. јула 2017. Сума је дебитовао за Партизан против Мачве, а недељу дана касније је постигао свој први гол, у победи над Јавором од 2:1. Пар дана касније, Сума је постигао гол против Олимпијакоса на Караискакису у квалификацијама за Лигу шампиона.
Партизан је 24. септембра 2021. раскинуо уговор са Сумом.
Дана 5. октобра 2021. године потписао је уговор са кувајтским клубом Кувајт СЦ.

## Репрезентација
У јуну 2013. је дебитовао за Гвинеју у пријатељској утакмици против Сенегала. 10. септембра 2013. је постигао први гол за репрезентацију, против Египта у квалификацијама за Светско првенство 2014.
Дана 15. новембра 2014. Сума је постигао хет-трик, против Тогоа у квалификацијама Афрички куп нација 2015.

## Трофеји
Слован Братислава
- Првенство Словачке (2) : 2012/13, 2013/14.
- Куп Словачке (2) : 2012/13, 2016/17.
- Суперкуп Словачке (1) : 2014.

Кација
- Првенство Кувајта (1) : 2015/16.

Партизан
- Куп Србије (1) : 2017/18.